# Chthonius tenuis
Chthonius tenuis es una especie de arácnido  del orden Pseudoscorpionida de la familia Chthoniidae.

## Distribución geográfica
Se encuentra en Argelia y en Europa.